# Бурманссон, Йенни-Ли
Йенни-Ли Бурманссон (швед. Jennie-Lee Burmansson; род. 12 июля 2002 года) — шведская фристайлистка, участница олимпийских игр в Пхенчхане в слоупстайле.

## Биография и соревновательная карьера
Йенни-Ли Бурманссон выросла недалеко от горнолыжного курорта Тандадален, где и начала кататься на лыжах в раннем возрасте. с восьми лет серьёзно занимается лыжным фристайлом. Специализируется в технических дисциплинах слоупстайл и биг-эйр.
В сезоне 2016/2017 годо она впервые прнияла участие в международных соревнованиях AFP World Tour и FIS. В январе 2017 года на этапе Кубка Европы, который проходил в Санкт-Антон-ам-Арльберге она смогла поднять на третью ступень пьедестала в соревнованиях в слоупстайле и на вторую в биг эйре. В феврале 2017 года она была третьей в слоупстайле на SFR Tour в Ла Клюза и второй на Nor Freeski Cup в Трюсиле.
На чемпионате мира среди юниоров 2017 года в Кьеза ин Вальмаленко она завоевала серебряную медаль в слоупстайле. В августе 2017 года она дебютировала в Кардроне на этапе Кубка мира по фристайлу, где заняла третье место в слоупстайле. В ноябре 2017 года она одержала свою первую победу на этапе Кубка мира по слоупстайлу.
В конце января 2018 года она выиграла бронзовую медаль в слоупстайле на X Winter X Games в Аспене.
На зимних Олимпийских играх 2018 года в Пхёнчхане она заняла итоговое восьмое место в слоупстайле. В конце марта 2018 года она стала чемпионкой Швеции в слоупстайле и биг-эйре. На X-Games в Норвегии в 2018 году она выиграла золотую медаль в соревнованиях в биг-эйре.
В сентябре 2018 года она получила серьёзную травму, повредив переднюю крестообразную связку. На протяжении календарного года она не принимала участие в крупных международных стартах.
В январе 2020 года 17-летняя спортсменка приняла участие в юношеских Олимпийских играх, которые проходили в Лозанне. Она завоевала две бронзовые медали в слоупстайле и биг-эйре.
На чемпионате мира 2021 года, техническая программа которого проходила в США, Йенни-Ли не принимала участие также как и вся сборная Швеции.